# 孙寒冰
孙寒冰（1903年—1940年5月27日），是一位中国经济学家。

## 生平
1903年出生于江苏省南汇县周浦镇(现上海浦东新区周浦镇)。1919年由中国公学考入复旦大学，1923年毕业于复旦大学，后留学美国，1925年毕业于华盛顿大学，1927年毕业于哈佛大学，同年返回中国担任复旦大学政治学教授，还担任复旦大学图书委员会主任。1931年创办黎明书局，1937年1月创办文摘月刊，后改名为《文摘战时旬刊》。1937年七七事变爆发后随复旦大学西迁，1938年经昆明到达重庆北碚区夏坝，1938年担任复旦大学教务长兼法学院院长。1938年还替前来重庆避难的端木蕻良和萧红安排居所直到1939年底。
他将埃德加·斯诺的《西行漫记》选登在文摘月刊上并改为《毛泽东自传》。

## 逝世
1940年5月27日在重庆大轰炸空袭中不幸遇难，享年37岁。同时罹难的有文摘社书记汪兴楷、学生陈钟燧、王茂泉、王文炳、刘晓成、朱锡华六人。追悼会后被复旦师生出资将他葬于此地，现存孙寒冰墓位于重庆北碚区夏坝。

## 纪念
复旦大学为纪念他，将建于1925年的学生第四宿舍改为寒冰馆。